# 440er
Portal Geschichte | Portal Biografien | Aktuelle Ereignisse | Jahreskalender | Tagesartikel

◄ |
4. Jh. |
5. Jahrhundert
| 6. Jh. | ►

◄ |
410er |
420er |
430er |
440er
| 450er | 460er | 470er | ►

440 |
441 |
442 |
443 |
444 |
445 |
446 |
447 |
448 |
449

## Ereignisse
- 441: Die Hunnen dringen unter der Führung von Attila auf die Balkan-Halbinsel vor.
- 442: In einem Vertrag mit dem Vandalenkönig Geiserich anerkennt das Weströmische Reich unter Valentinian III. sein Reich als ersten souveränen Staat auf bis dahin römischem Boden.
- 444: St. Patrick beginnt mit der Christianisierung Irlands; Gründung von Armagh.
- um 447: Der britische Herrscher Vortigern beruft der Überlieferung nach sächsische Krieger unter Hengest und Horsa vom europäischen Festland nach Ostbritannien, damit sie ihn gegen die Pikten unterstützen. Die Angelsachsen rebellieren in der Folge gegen die Briten und errichten eigene Königreiche.
- 3. August 449: Eröffnung der von Leo I. als „Räubersynode“ (latrocinium) bezeichneten Kirchenversammlung in Ephesos: Zweites Konzil von Ephesos. Dem römischen Vertreter Leos wurde der Vorsitz verweigert. Die Patriarchen von Konstantinopel und Antiochia am Orontes, Flavian und Domnus II., werden vom Leiter des Konzils, Patriarch Dioskur von Alexandria, für abgesetzt erklärt. Dioskur will mit Hilfe von bewaffneten Kämpfern die monophysitische Lehrmeinung des Eutyches durchsetzen.